# Miomantis longicollis
Miomantis longicollis är en bönsyrseart som beskrevs av Henri Saussure 1898. Miomantis longicollis ingår i släktet Miomantis och familjen Mantidae. Inga underarter finns listade i Catalogue of Life.